# Sao (satélite)
Sao (del griego: Σαώ), también conocido como Neptuno XI, es un satélite irregular prógrado de Neptuno. Fue descubierto por Matthew J. Holman y su equipo de astrónomos el 14 de agosto de 2002. Debe su nombre a Sao, una de las 50 ninfas Nereidas. Antes de su nombramiento el 3 de febrero de 2007, Sao fue designado provisionalmente como S/2002 N 2.
Sao orbita a Neptuno a una distancia cercana a los 22.2 millones de kilómetros y tiene unos 44 kilómetros de diámetro (suponiendo que su albedo es de 0.04).Además de tener una excepcional inclinación de 53.483° y una moderada excentricidad de 0.1365 en relación con otros satélites irregulares de Neptuno.
Sao se encuentra en el llamado mecanismo de Kozai, esto quiere decir que su inclinación y excentricidad se acoplan generando que la inclinación de la órbita disminuya mientras aumenta la excentricidad y viceversa.